# Feröeri Népfőiskola

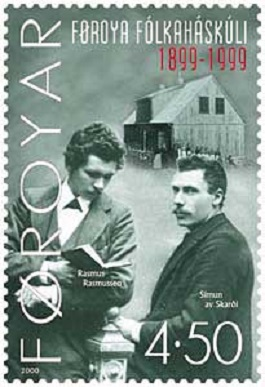
Rasmus Rasmussen és Símun av Skarði a népfőiskola régi épülete előtt

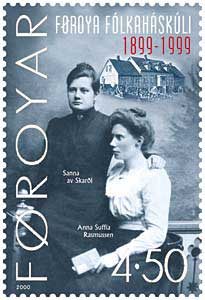
Sanna av Skarði és Anna Suffía Rasmussen

A Feröeri Népfőiskola (feröeriül: Føroya Fólkaháskúli) Feröer egyetlen népfőiskolája, amelyet 1899-ben alapított Rasmus Rasmussen és Símun av Skarði Klaksvíkban. Székhelye ma Tórshavnban található.
Ez volt az első oktatási intézmény, ahol feröeri nyelven oktattak. Ennek köszönhetően fontos szerepet játszott Feröer történelmében a nemzeti ébredés időszakában, amely az 1888-as karácsonyi találkozóval kezdődött, és végül a feröeri nyelvviszályt követően ért révbe kulturális szempontból.

## Történelem

### Előzmények
A népfőiskola intézménye Dániából származik. Eredete a képviseleti kormányzásból fakad, amely 1848-ban váltotta le az abszolutizmust. Nikolaj Frederik Severin Grundtvig azon a véleményen volt, hogy ha az emberek részt vesznek a királyság kormányzásában, szélesebb körű ismeretekre van szükségük az általános iskolában tanultaknál. Tanulniuk kell magukról: a saját történelmükről és kultúrájukról. Ezt azonban nem a felsőoktatásban alkalmazott módszerekkel kívánta elérni, mivel nem kell mindenkinek tudóssá válnia. Könyvek és magolás helyett Grundtvig és Christen Kold, akik hozzáfogtak az ötlet megvalósításához, az anyanyelven elmondott szavak és a lelkesedés erejében hittek.
A népfőiskolai mozgalom nagy érdeklődést váltott ki Feröeren, és az 1870-es évektől számos feröeri tanult dániai népfőiskolákon. Különösen népszerű volt a Vallekilde højskole. Ezeken a helyeken azonban természetesen a dán nyelv, történelem és irodalom képezte az oktatás tárgyát. Ezért azok a feröeri és dán népfőiskolai emberek, akik a feröeri nemzeti ébredés iránt nagy tisztelettel voltak, felismerték, hogy ha a nemzeti mozgalomnak jövőt akarnak adni, létre kell hozni egy feröeri népfőiskolát.

### Az iskola létrehozása
Két fiatal feröeri – Símun av Skarði és Rasmus Rasmussen – elkötelezte magát a népfőiskola ügye mellett.
Símun av Skarði (1872-1942) Kunoy szigetén, Skarðban született. A tórshavni tanárképző főiskolán ismerte meg Sanna Jacobsent, akivel együtt tették le a záróvizsgát 1896-ban, majd eljegyezték egymást. Símun már ekkor úgy döntött, hogy az általános iskolai rendszer helyett egy népfőiskolát keresnek, és fiatal feröerieket hívnak meg oda. Még ebben az évben felkeresték az Askov højskolét.
A miðváguri születésű Rasmus Rasmussen (1871 - 1962) 1892-ben ment a Vallekilde højskoléra, ahol két évet töltött. Ezt követően ő is az Askov højskoléra került. Itt találkozott először Símun av Skarðival, aki beavatta egy feröeri népfőiskola létrehozásáról szóló tervébe. Elhatározták hogy együttműködnek, és a cél érdekében tanulni kezdtek. Két éven keresztül az Askov højskole, majd egy évig a koppenhágai Statens Lærerhøjskole (az országos posztgraduális tanárképző főiskola) hallgatói voltak. Símun főként történelmet és nyelveket tanult, Rasmus pedig természettörténetet és matematikát.
Az 1888-as karácsonyi találkozón meghozott határozat – amely főként a feröeri nyelv szerepének erősítését, illetve a feröeri történelem oktatását célozta – azt is tartalmazza, hogy ezen célok érdekében népfőiskola létrehozására van szükség.
A Feröeri Népfőiskola 1899 telén indult el Klaksvíkban, egy boltos által rendelkezésre bocsátott átmeneti helyiségben. Rasmus feleségül vette Símun testvérét, Anna Suffía av Skarðit; az első években ő volt a háztartás-vezetési ismeretek felelőse. Még ugyanebben az évben megkezdődött a népfőiskola épületének építése a várostól nyugatra fekvő tengerparton. A helyet Fagralíðnak („gyönyörű domboldalnak”) nevezték el. Az épületet az ács végzettséggel rendelkező Rasmus építette környékbeli emberek segítségével, és a következő télen készült el. A diákok november 28-án vehették birtokba. Ugyanazon v nyarán Sanna av Skarði a Vallekilde højskoléra ment, hogy kiképezze magát a háztartásvezetés és varrás oktatására.

### A klaksvíki évek
Az iskola működtetőinek számos akadályt kellett leküzdeniük. A pénzügyi helyzet nehéz volt, de a népfőiskola népszerű volt a lakosság körében. A szükséges pénzt országszerte gyűjtötték, és sok támogatóra találtak.
Az épület környéke idilli volt; a tanárok és a diákok esténként együtt horgászhattak a fjord vizében, vagy túrázhattak a hegyekben. A félreeső fekvés azonban hátrányokkal is járt: nem volt közúti kapcsolat, ezért minden szükségeset – például a szenet – evezős csónakokkal, vagy a hegyen át háton kellett odaszállítani. A főiskola átköltöztetése halaszthatatlanná vált.

### Fejlődése napjainkig
1909-ben az épületet darabokra szedték, és Tórshavn nyugati részén építették fel újra. A főiskola azóta is ugyanazon a helyen található, de a város teljesen körbenőtte, így ma a városközpontban fekszik. Az első években meglehetősen szerények voltak a körülmények, de az 1950-es-1960-as években jelentősen kibővítették: tágas étkezőt, konyhát, tornatermet és korszerű termeket kapott. Az 1980-as években két újabb épülettel bővítették. Az intézmény jelenlegi igazgatója Rói Patursson filozófus, költő (szül. 1947).

## Jelentősége
A népfőiskola nagy szerepet játszott a feröeri nemzeti identitás kialakításában. Az első három évtizedben ez volt az egyetlen intézmény, ahol az emberek mélyebb ismereteket szerezhettek a feröeri nyelv, irodalom és történelem területén, és itt az egyházi szertartásokat is anyanyelven, népénekekkel tartották. A közoktatási rendszer vonakodott feladni dán identitását, de lassanként egyre jobban befolyásolta a népfőiskola szellemisége. Jelenlegi küldetését az információs társadalom kihívásainak való megfelelés jelenti.

## Fordítás
- Ez a szócikk részben vagy egészben a Volkshochschule der Färöer című német Wikipédia-szócikk ezen változatának fordításán alapul.  Az eredeti cikk szerkesztőit annak laptörténete sorolja fel. Ez a jelzés csupán a megfogalmazás eredetét és a szerzői jogokat jelzi, nem szolgál a cikkben szereplő információk forrásmegjelöléseként.

## Külső hivatkozások
- Hivatalos honlap (feröeri)
- The Faroese Folk High School, faroestamps.fo (angol, német, francia, dán, feröeri)